# Piechota niemiecka

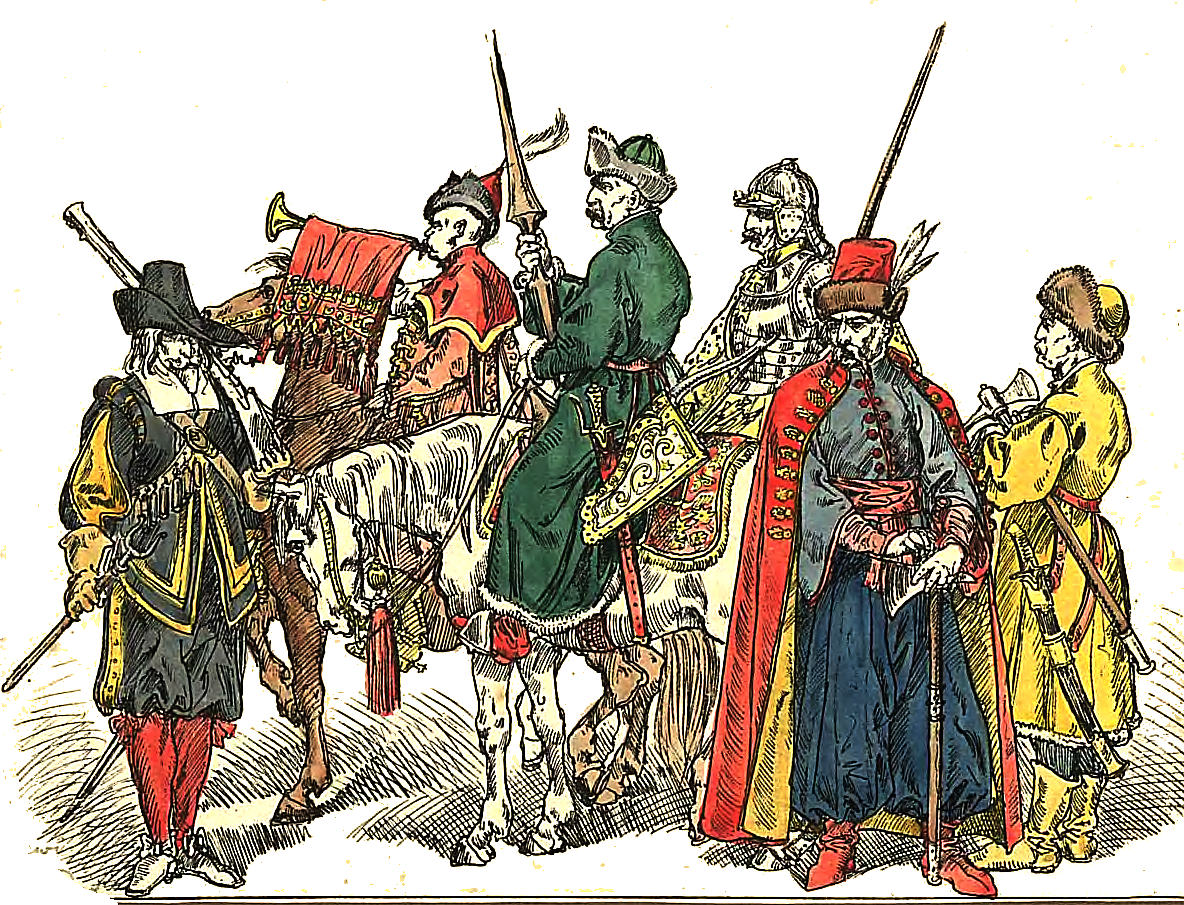
XVII-wieczni żołnierze polscy. Pierwszy z lewej muszkieter cudzoziemskiego autoramentu.

Piechota niemiecka (tzw. niemcy) – piechota autoramentu cudzoziemskiego, powstała na mocy reformy wojska Rzeczypospolitej za Władysława IV w 1633 roku, zorganizowana na wzór niemiecki i posługująca się głównie bronią palną. Ich odpowiednikiem i pierwowzorem na zachodzie byli landsknechci.
Do piechoty autoramentu cudzoziemskiego zaciągano głównie w krajach Rzeszy, szkoląc ją według wzorów niemieckich. Armia Rzeczypospolitej z reguły nie potrzebowała (w związku z tym nie zaciągała) pikinierów, ponieważ do ochrony regimentów pieszych nie byli potrzebni – przed atakami przeciwnika zazwyczaj osłaniała ich liczniejsza kawaleria polska.
Na ogół jednak do piechoty niemieckiej służącej w armii Rzeczypospolitej autoramentu cudzoziemskiego werbowano Polaków, których szkolono według wzorów holendersko-szwedzkich, a jedynie komenda pozostawała niemiecka.
Piechota niemiecka zorganizowana była w regimenty (1000–2000 porcji, czyli 900–1800 żołnierzy). Jednostki te składały się ze sztabu regimentu i kilku lub kilkunastu kompanii (kompanie niekiedy zwane jeszcze były rotami i liczyły 100-170 żołnierzy). Dowódcą regimentu był oberszter-pułkownik. Sztab dużego regimentu składał się zwykle z podpułkownika (oberszterlejtnanta), majora, kwatermistrza, sekretarza, audytora, kapelana, wachmistrza (dowódcy wart), felczera, profosa (dowódcy żandarmerii pułkowej), dowódcy taboru, dobosza regimentu i ewentualnie kilku innych osób (pomocników profosa, muzykantów itp.). W skład każdej kompanii wchodziła tzw. mała primapiana, czyli sztab kompanijny obejmująca kapitana, porucznika, chorążego, zbrojmistrza (kaphanarmusa), felczera, dwóch sierżantów, furiera zajmującego się zaopatrzeniem w żywność, trzech kaprali, kilku doboszów i ewentualnie pisarza kompanijnego.
Żołnierze wyposażeni byli w rapiery (ewentualnie szable, jeżeli żołnierzy werbowano w granicach Rzeczypospolitej) i muszkiety kalibru 12–18 milimetrów, ważące 6–7 kilogramów. Ładunek prochu potrzebnego do oddania strzału wynosił 41 gramów. Posiadały one dłuższą lufę niż arkebuzy, co wpływało na większą donośność. Ze względu na ciężar tej broni do oddania strzału potrzebny był jeszcze forkiet – podpórka.
Taktyką tego rodzaju wojska był kontrmarsz – szereg występował przed oddział, po wystrzale cofał się w celu ponownego nabicia muszkietu, a jego miejsce zajmował następny szereg, opróżniał lufy i tak kolejno zachowywały się wszystkie szeregi. Było to rozwiązanie wolniejsze niż napady ogniowe, bowiem muszkieterzy potrzebowali więcej miejsca i czasu (np. do ustawienia podpórki). Mimo to byli liczniejsi niż piechota węgierska czy polska, gdyż zaciągano zazwyczaj już gotowe i wyszkolone oddziały.
W niewielkiej liczbie walczyła czasami w służbie polskiej również zaciężna piechota szkocka, posiadająca dodatkowo specyficzne halabardy. Regimenty piechoty zaciąganej w Anglii i Szkocji liczyły zazwyczaj nie więcej niż 200–300 żołnierzy.
W obronie Kresów przed Tatarami zaciężna piechota nie odgrywała zazwyczaj większej roli ze względu na szybkość przemieszczania się ordy, chyba że stanowili załogę zaatakowanych fortyfikacji.